# Léon-Célestin Jarillot
Léon-Célestin Jarillot, francoski general, * 13. september 1884, † 19. februar 1962.